# Кара-Погосян, Роман Акопович
Рома́н Ако́пович Кара-Погося́н (арм. Ռոման Հակոբի Կարա-Պողոսյան, 25 марта 1947, Ереван — 16 сентября 2009, Ереван) — армянский государственный и военный деятель, генерал-майор полиции (1993).

## Биография

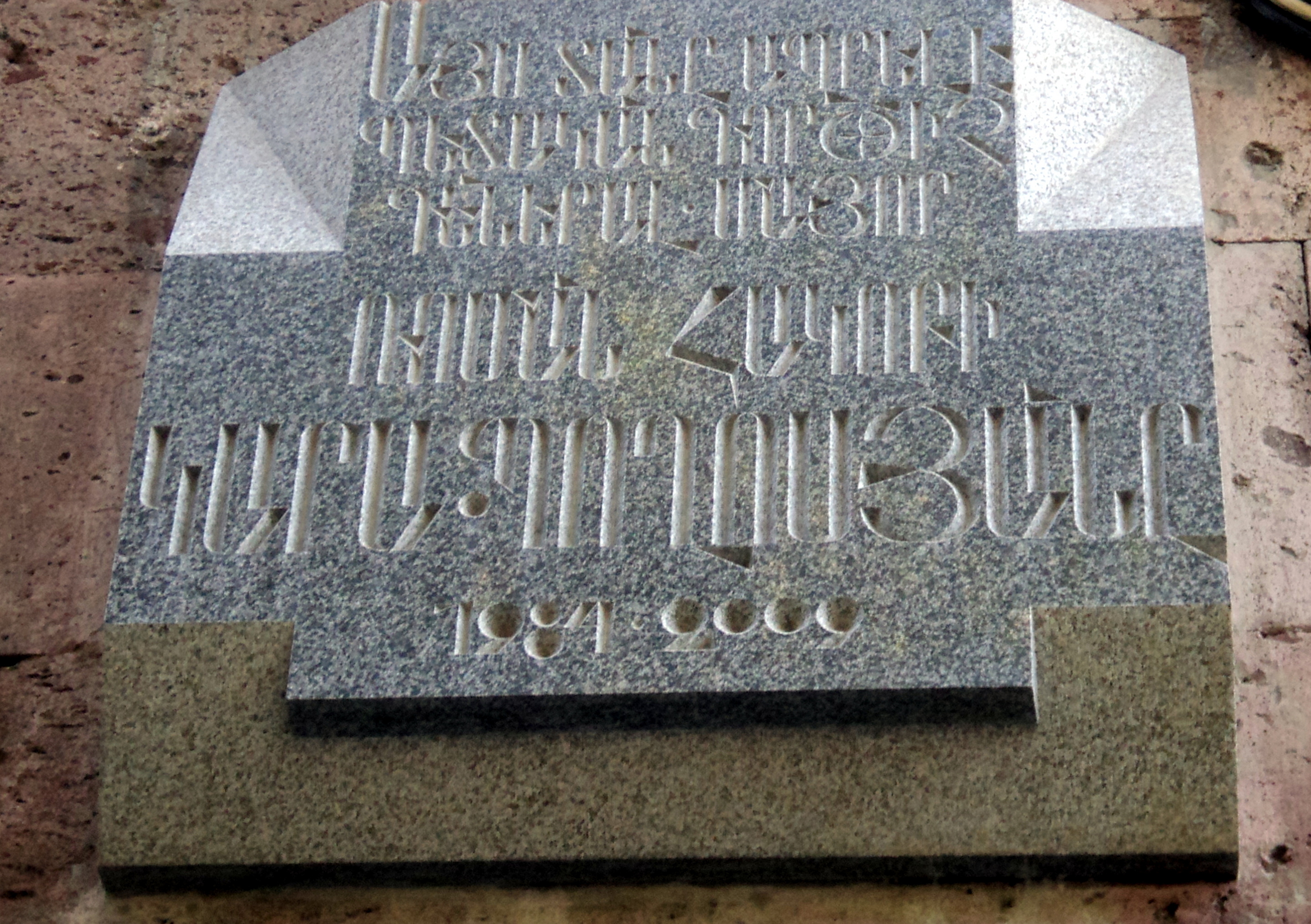
Мемориальная доска в Ереване

### Образование
- 1969 год — Ереванский политехнический институт.
- 1986 год — юридический факультет Ереванского государственного университета.
- 1989 год — первый факультет Академии МВД СССР.

### Карьера
После окончания Ереванского политехнического института поступил на работу в органы внутренних дел, начав свою карьеру с инспектора БХСС. В 1988 году ему было доверено возглавить Управление по борьбе с хищениями социалистической собственности (БХСС) Армянской ССР, а в дальнейшем и Управление уголовного розыска Республики Армения. С 1992 по 1994 год занимал должность заместителя министра внутренних дел Армении, одновременно возглавляя Управление внутренних дел города Ереван. После объявления независимости Армении Кара-Погосяну было присвоено звание генерал-майора внутренней службы (первым в системе МВД Армении).
В 1994 году решением Совета глав правительств СНГ назначен на должность заместителя директора, а в дальнейшем первого заместителя директора Бюро по координации борьбы с организованной преступностью и иными опасными видами преступлений на территории СНГ. Вышел на пенсию в декабре 2005 года.
В июле 2009 года указом Президента Республики Армения отставной генерал-майор Кара-Погосян был назначен на должность начальника Управления Совета Национальной безопасности при Президенте Республики Армения, где курировал вопросы внутренней безопасности страны.
С 1991 по 1994 год занимал пост президента Федерации бокса Армении.

### Награды
Имеет более 30 государственных и ведомственных наград СССР, Российской Федерации и Республики Армения. Награждён орденом «Знак Почёта». Дважды награждался именным оружием министрами внутренних дел Республики Армения и Российской Федерации.
Удостоен званий «Заслуженный работник МВД СССР», «Почётный сотрудник МВД РФ», «Заслуженный служащий полиции Республики Армения».